# Bjuråkers distrikt
Bjuråkers distrikt är ett distrikt i Hudiksvalls kommun och Gävleborgs län. Distriktet ligger omkring Friggesund i nordöstra Hälsingland. 

## Tidigare administrativ tillhörighet
Distriktet inrättades 2016 och utgörs av Bjuråkers socken i Hudiksvalls kommun.
Området motsvarar den omfattning Bjuråkers församling hade 1999/2000.

## Tätorter och småorter
I Bjuråkers distrikt finns en tätort och fyra småorter.

### Tätorter
- Friggesund

### Småorter
- Bjuråker
- Brännås
- Västansjö
- Ängebo och Ståläng